# 호로파
호로파(葫蘆巴, 학명: Trigonella foenum-graecum 트리고넬라 포이눔그라이쿰[*])는 콩과의 한해살이풀이다. 큰노랑꽃자리풀이라 부르기도 한다.

## 분포
중앙아시아(우즈베키스탄, 투르크메니스탄), 캅카스(다게스탄, 아르메니아, 아제르바이잔), 동유럽(리투아니아, 몰도바, 에스토니아, 우크라이나)가 원산지다.

## 특징
키는 0.7~1미터이며, 여름에 나비 모양의 노란색 꽃이 피고 열매는 꼬투리 모양이다.

## 쓰임새
잎과 줄기는 허브로 쓰고, 씨는 약재와 향신료로 쓴다.

## 사진 갤러리

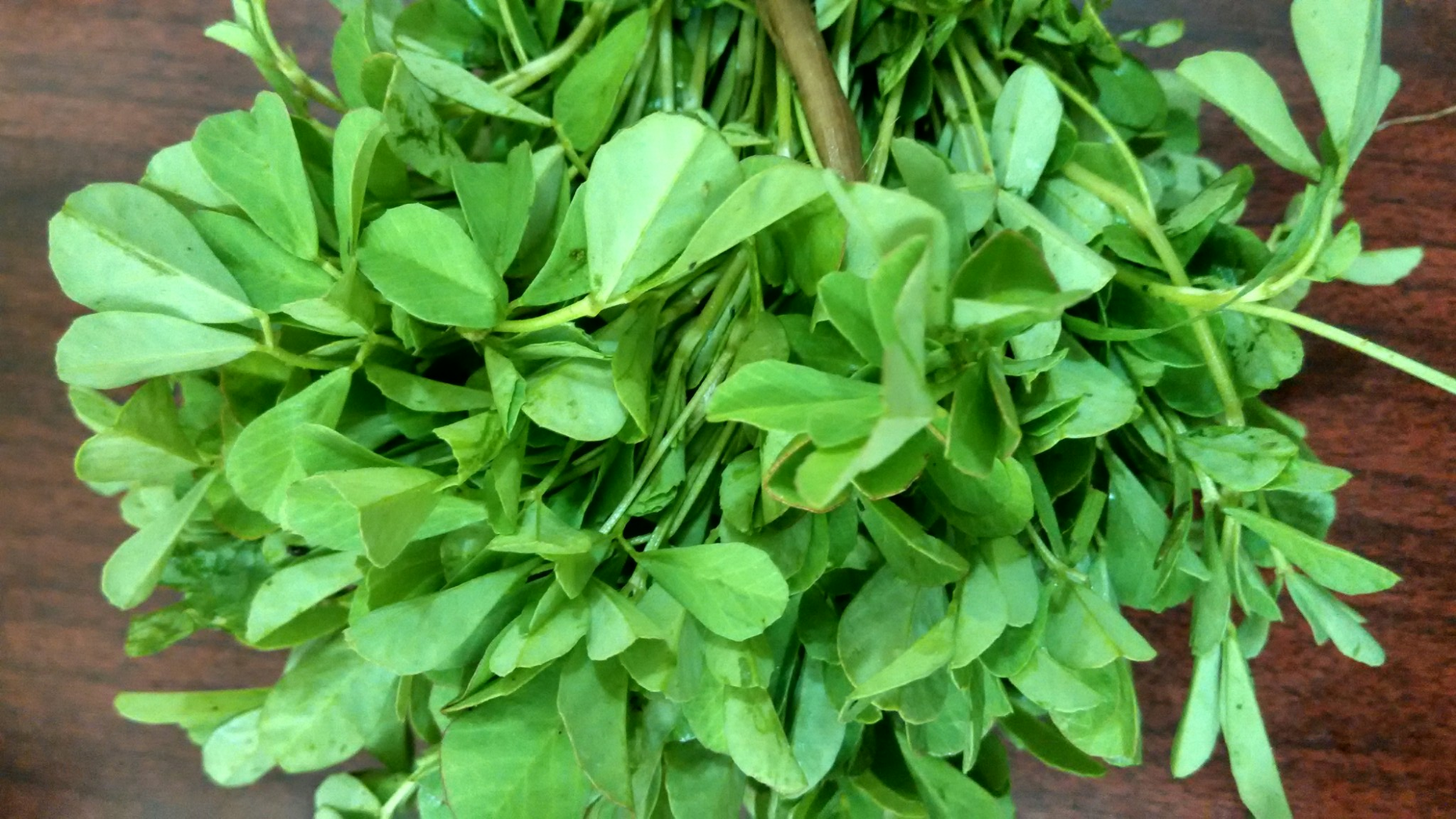
잎과 줄기
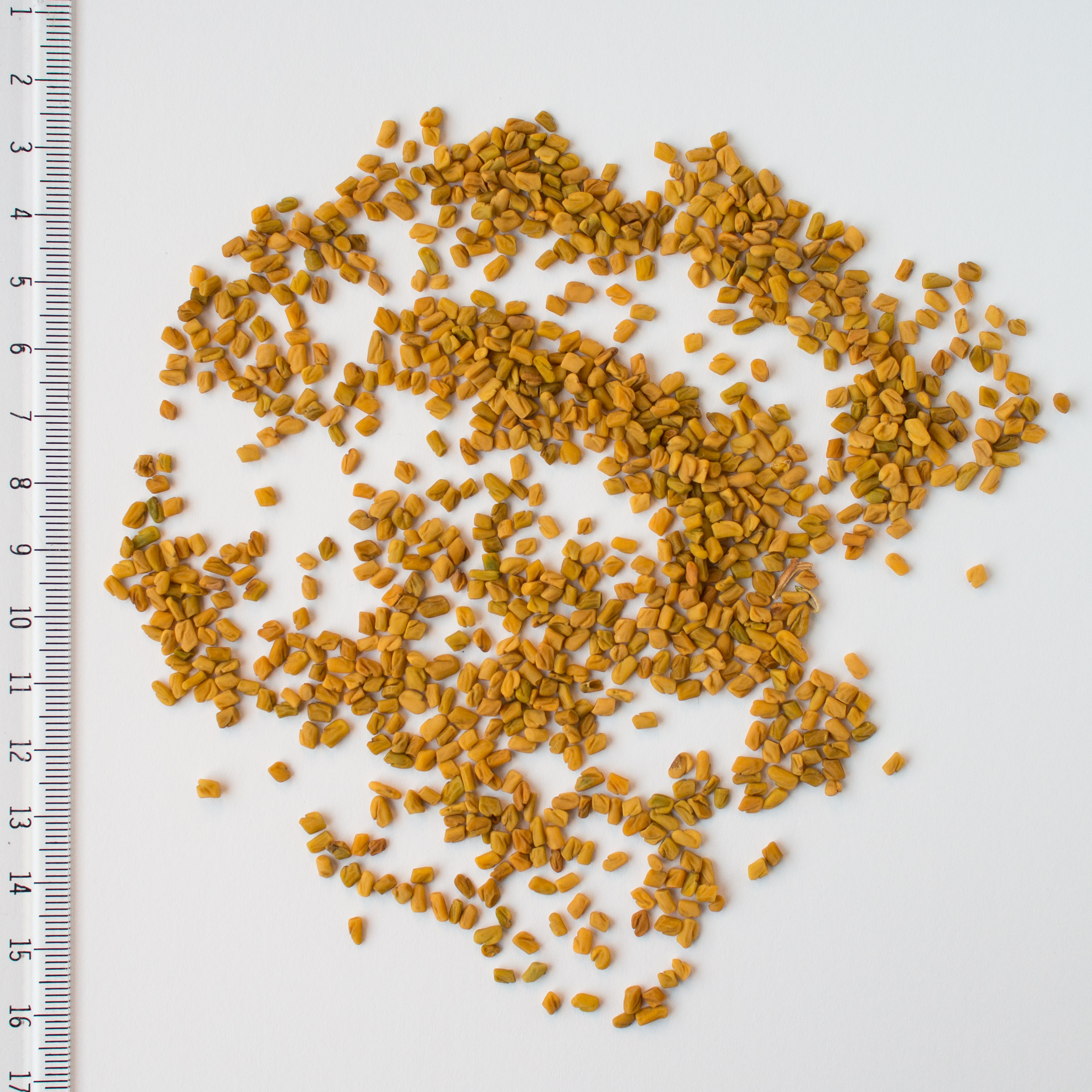
씨